# Smolný vrch

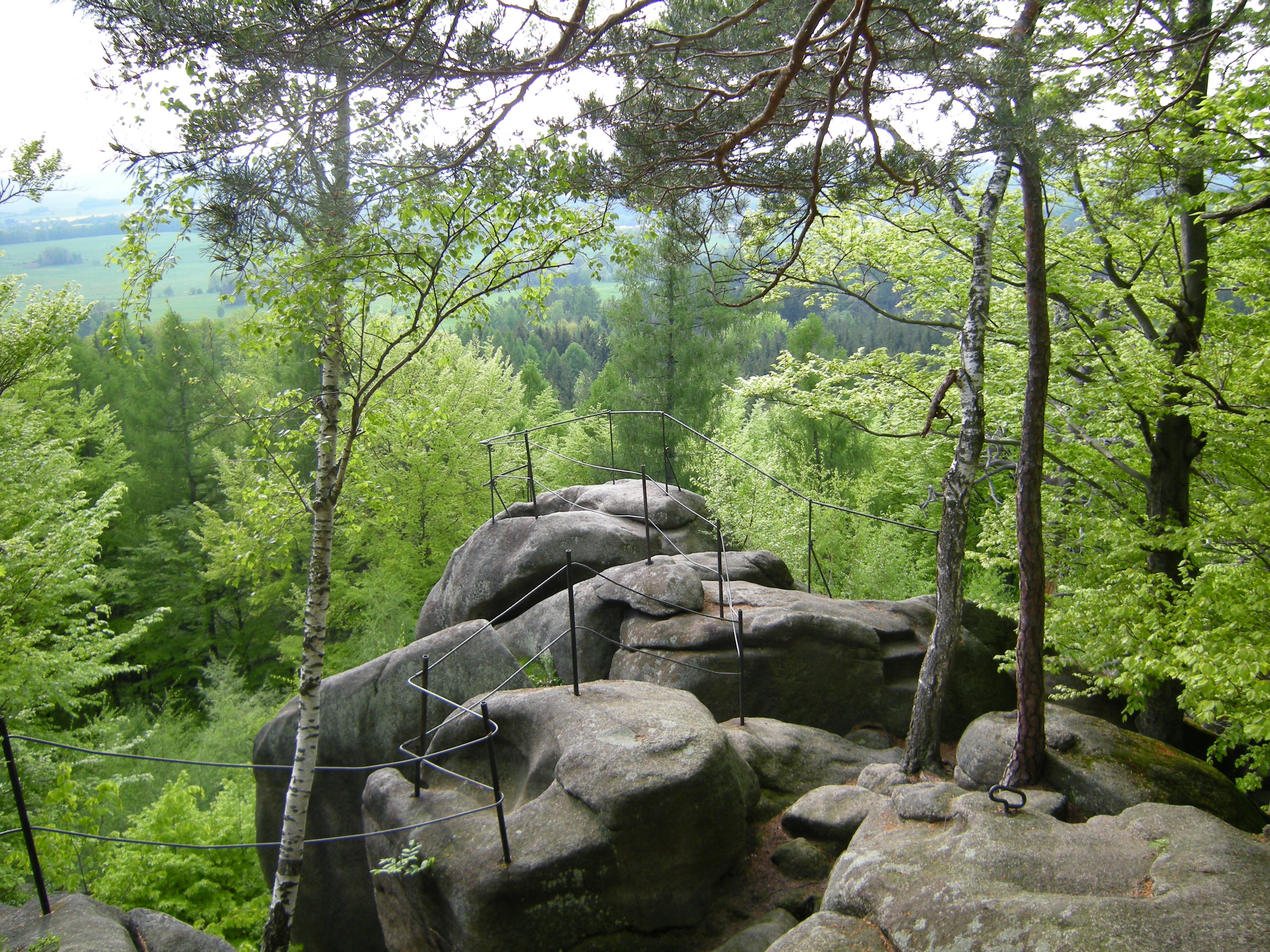
Skałki Misami Wenus w pobliżu szczytu

Smolný vrch (404 m n.p.m.) – wzgórze położone w Czechach, na Śląsku, w kraju ołomunieckim, w północnej części powiatu Jeseník, na Przedgórzu Paczkowskim (cz. Žulovská pahorkatina). Leży w odległości 4,5 km od Widnawy, a 4 km od Žulovéj.
Wzgórze we wschodniej części Przedgórza Paczkowskiego (Žulovská pahorkatina), najwyższe w rozległym masywie, ciągnącym się od Vidnavy do Žulovéj.

## Geologia
Zbudowane z granitu żulowskiego. Wieńczące je ostańce przypominają skalne miasto. Wietrzenie fizyczne, przede wszystkim mrozowe oraz eksfoliacja, uwarunkowane zmiennością skał i ciosem, wytworzyło liczne półki, tafoni, wnęki i misy skalne (kociołki wietrzeniowe). W kopułach szczytowych dwóch skał znajdują się zagłębienia, z których większe, o średnicy około 1,5 m i 1 metrze głębokości, może pomieścić około 65 litrów wody, nazwane Misami Wenus (Venušiny misky). Pierwotnie uważano, że zagłębienia te są tworem ludzkim i były używane jako pogańskie misy ofiarne, miejscowa ludność łączyła ich istnienie z istotami nadprzyrodzonymi. Obecnie wiadomo, że są to twory naturalne, związane z selektywnym wietrzeniem granitu.

## Ochrona przyrody
Już w okresie międzywojennym podjęto starania o ochronę Venušinych misek. Jednak dopiero w 1970 okolice wzgórza uznano za obszar chroniony. Jego powierzchnia wynosi 3,9 ha.

## Turystyka
W pobliżu szczytu przebiega szlak turystyczny   zielony – z Vidnavy do wsi Černá Voda, na który prowadzi znakowane odejście od szlaku.
Szczyt jest punktem widokowym w kierunku zachodnim i północnym.

## Wspinanie
Skałki na Smolným vrchu od roku 1959 są eksploatowane przez wspinaczy. Na Misach Wenus poprowadzono 16 dróg wspinaczkowych.